# Sprężarka rotacyjna
Sprężarka rotacyjna – sprężarka, w której sprężanie gazu następuje w komorach powstających dzięki ruchowi obrotowemu wirnika lub wirników.
Spotyka się wiele konstrukcji sprężarek rotacyjnych. Wiele z nich ma swoje odpowiedniki w pompach wyporowych. Konstrukcja takich sprężarek jest zbliżona do konstrukcji ich odpowiedników wśród pomp. Różnicą jest konieczność zastosowania większej szczelności oraz chłodzenia urządzenia.
Najczęściej spotykanymi konstrukcjami sprężarek rotacyjnych są:
Sprężarka łopatkowaZobacz: pompa łopatkowa.
Spręż sprężarki łopatkowej wynosi π ≤ 4 lub π ≤ 10 dla systemów dwustopniowych*. Sprężarka tego typu, pracując jako pompa próżniowa jest w stanie wytworzyć próżnię do 97% lub do 99,7% w systemie dwustopniowym*.
Sprężarka śrubowaZobacz: pompa śrubowa.
Spręż sprężarki łopatkowej wynosi π = 2,5 do 4. Sprężarka tego typu, pracując jako pompa próżniowa jest w stanie wytworzyć próżnię do 80%.
Sprężarka z wirującymi tłokami
Sprężarka z pierścieniem wodnym
* zobacz: układ sprężarkowy